# International University of Japan
International University of Japan (Abkürzung: IUJ; jap. 国際大学, Kokusai Daigaku, dt. „Internationale Universität“) ist eine private Universität in der japanischen Stadt Minami-Uonuma, in der Präfektur Niigata. Sie wurde 1976 gegründet, 1982 begannen mit dem Graduiertenkurs „Internationale Beziehungen“ die ersten Vorlesungen.